# Principatul Teodoro

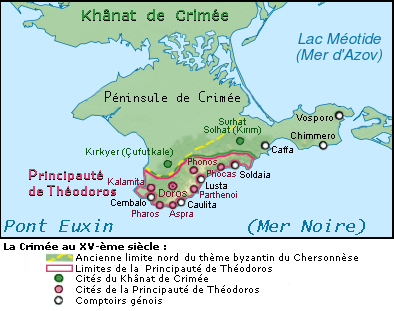
Peninsula Crimeea în secolul XV, cu Hanatul tătar al Crimeei, Principatul Teodoro și coloniile genoveze.

Principatul Teodoro (greacă) sau Gothia a fost un mic stat grecesc din sudul peninsulei Crimeea, apărut în 1204 ca succesor al Imperiului Bizantin și cucerit în 1475 de turcii otomani. Capitala sa a fost Doros sau Teodoro, numit în prezent Mangop. Este țara de baștină a Mariei din Mangop, a doua soție a lui Ștefan cel Mare.

## Istoric
Principatul s-a format după cruciada a patra din părțile themei bizantine Klimata-Hersones care nu au fost ocupate de către Hoarda de Aur ; cele mai bune porturi au fost colonizate de către genovezi. Populația sa a fost grecească, cu minorități gotice, iașice, armenești și altele, care mărturiseau creștinismul ortodox. Teritoriul a fost inițial sub controlul Imperiului Trapezuntului. Teodor al II-lea Gavras, un descendent al familiei Gavras, de origine bizantină și armeană, a fost numit în funcția de temarh (logofăt).

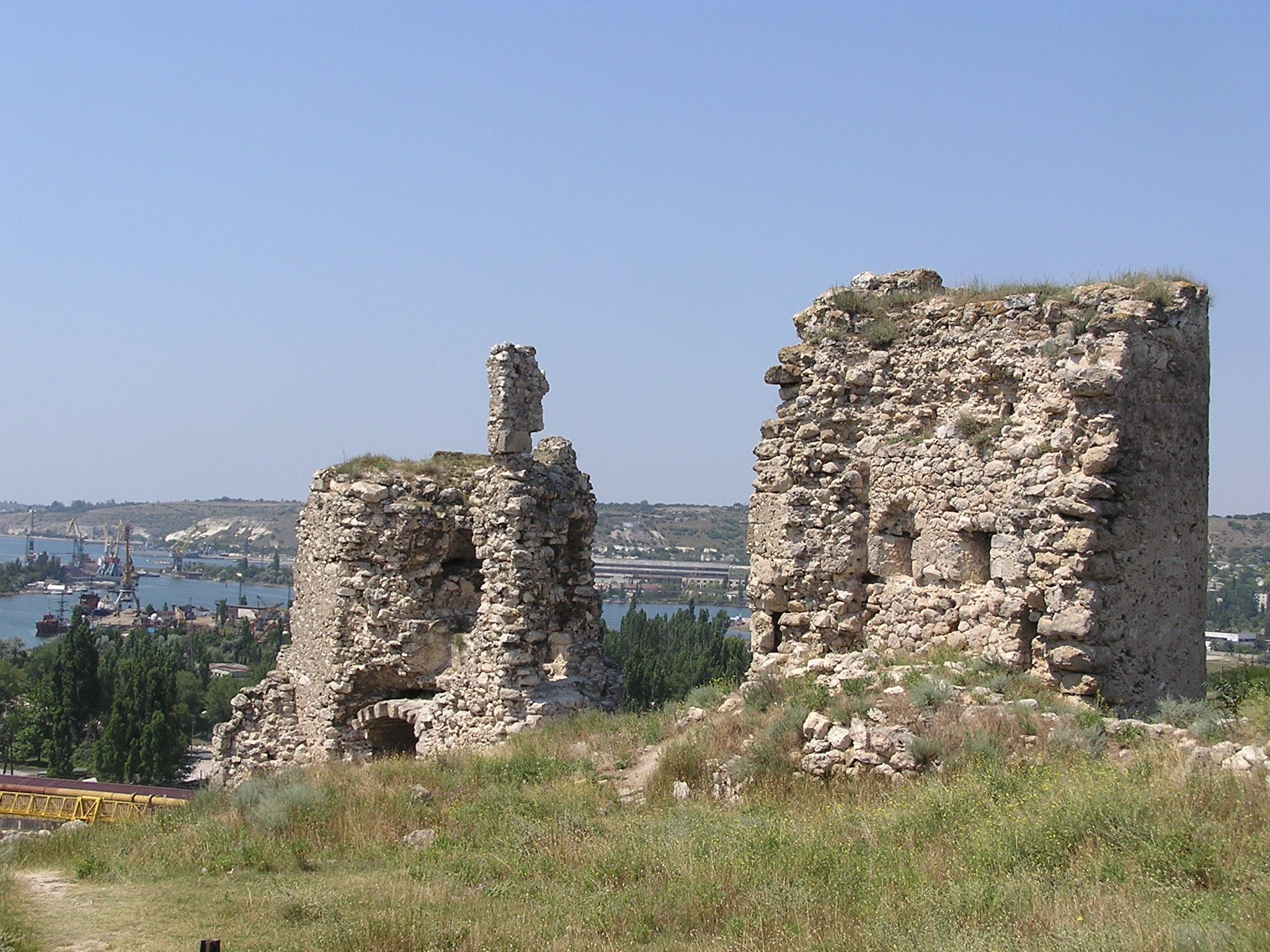
Kalamita

Familia Gavras a fortificat Dorosul, prescurtare a denumirii întregi Sfântul Teodor (Άγιος Θεόδωρος) după patronimul lui Teodor al II-lea Gavras. Cetatea a devenit centrul administrativ al noului principat, denumit după capitală. Principatul a avut relații pașnice cu Hoarda de Aur situată în nord, plătind un tribut anual ca vasali, dar a fost în conflict permanent cu coloniile genoveze de la sud, care îi drămuiau accesul la cele mai bune adăposturi portuare. Coasta între Yamboli (Balaklava), la apus la Aluston (Alușta), și Caffa la răsărit, inițial parte din principat, va cădea progresiv sub control genovez. Grecii numeau această regiune Parathalassia (greacă: Παραθαλασσια - malul mării). După ce a pierdut cele mai accesibile porturi de pe coasta de sud, principatul și-a construit un port nou numit Aspra la gura de vărsare a râului Mavros și a întărit cetatea Kalamita (modernul Inkerman).

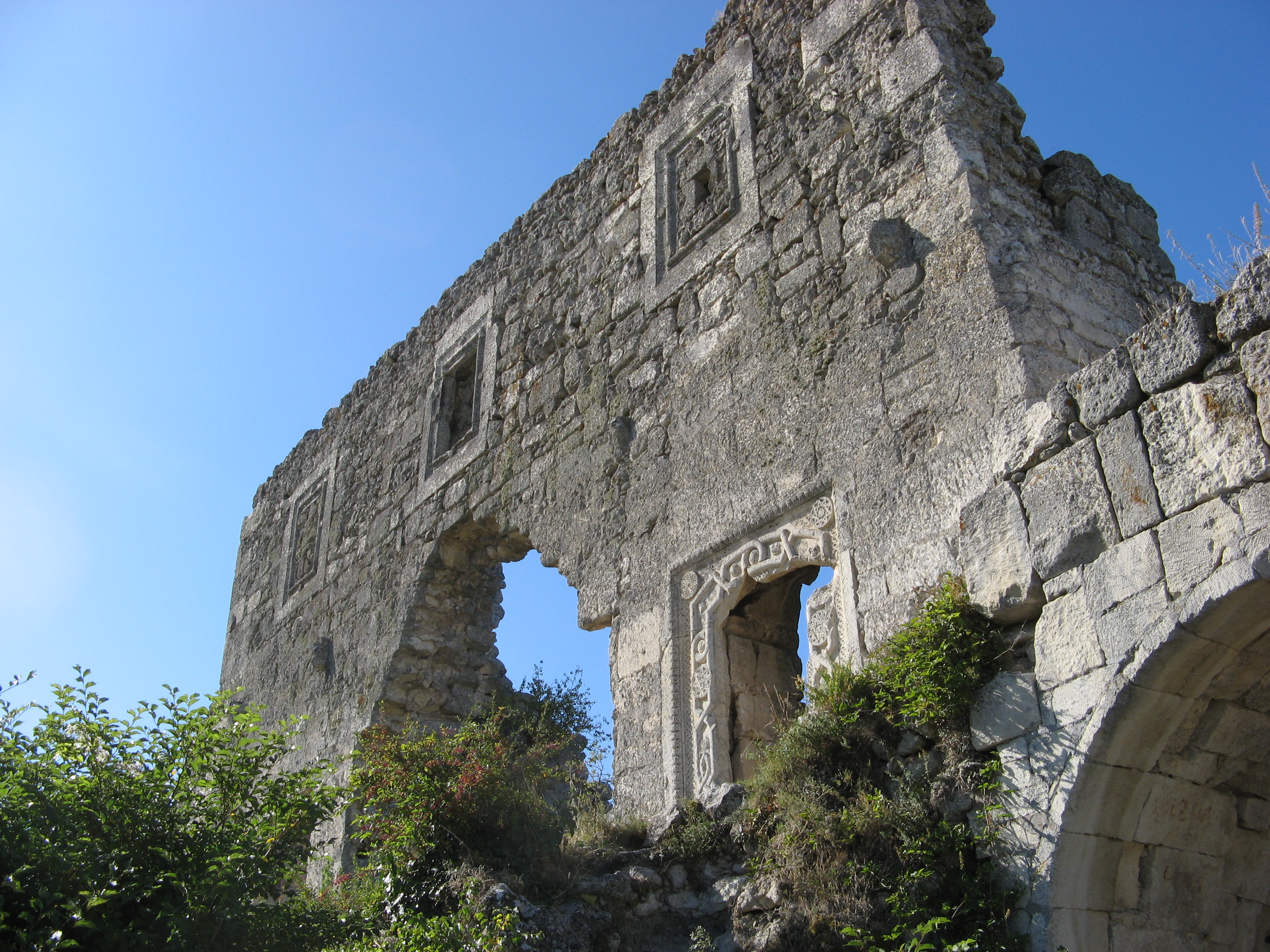
Mangup

Turcii devenind din ce în ce mai amenințători, principele Isaac de Mangup (1458-1474) se decide în 1471 să accepte a fi vasal al lor, dar simultan îi propune cneazului Ivan al III-lea al Rusiei să o ia de soție pe fiica sa. Ștefan cel Mare, cumnatul lui Isaac (prin Maria de Mangop), este atunci în lupte crâncene cu Turcii, și politica lui Isaac îi șubrezește poziția. Ștefan îl susține atunci pe Alexandru Gavras, alt cumnat căruia îi pune la dispoziție câteva corăbii și 300 de ostași cu care Alexandru ajunge la Doros unde îl detronează pe Isaac. Dar turcii reacționează rapid și violent: pe 6 iunie 1475, comandantul otoman Ahmet Pașa Gedik cucerește Caffa și la sfârșitul anului, după șase luni de asediu, cetatea Doros: Alexandru moare în acest război. Ultimul stat medieval grecesc independent dispare, 22 de ani după căderea Constantinopolului și 14 ani după cea a Trapezuntului. În timp ce o mare parte din Crimeea rămâne sub stăpânirea Hanatului Crimeii (acum la rândul său vasal otoman), fostele ținuturi ale principatului Teodoro și Crimeea de sud au intrat direct sub ocupația turcească și au fost administrate ca provincie de către Poartă.

## Principii de Teodoro
- Demetrios (după 1362 — înainte 1368)
- Vasilios
- Ștefan, fiul lui Vasilios (? — 1402)
- Alexios I, fiul lui Ștefan, (1402 — 1434)
- Alexios al II-lea, fiul lui Alexios I, (1434 — 1444)
- Olubei, fiul lui Alexios I, (1444 — 1460)
- Isaac, fiul lui Alexios I, (1471 — 1474)
- Alexandru, fiul lui Alexios al II-lea, (iunie — decembrie 1475)